# John D. MacDonald
John Dann MacDonald (* 24. Juli 1916 in Sharon, Pennsylvania; † 28. Dezember 1986 in Milwaukee) war ein US-amerikanischer Schriftsteller. Er veröffentlichte eine Reihe von Kriminalromanen mit dem Helden Travis McGee, mehrere Science-Fiction-Romane sowie hunderte von Kurzgeschichten aus verschiedenen Genres. Er schrieb auch unter diversen Pseudonymen wie Peter Reed, Scott O’Hara, Robert Henry, John Wade Farrell und weiteren.

## Leben
MacDonald studierte an der Harvard University Betriebswirtschaftslehre und
schloss sein Studium mit dem Master of Business Administration ab. Während des Zweiten Weltkriegs diente er im Fernen Osten für den amerikanischen Geheimdienst OSS. Dort schrieb er in der Freizeit eine Kurzgeschichte, die er zu deren Vergnügen an seine Frau schickte. Angeblich reichte sie die Geschichte bei einer Zeitschrift ein, die sie umgehend veröffentlichte, ohne das Wissen John MacDonalds. MacDonald begann nach seiner Rückkehr aus dem Krieg umgehend hauptberuflich als professioneller Schreiber von Detektiv-, Science-Fiction-, und Westerngeschichten für amerikanische Pulp-Magazine zu arbeiten. Als die Verkaufsform des Taschenbuchs (paper back) sich in den USA etabliert hatte, schaffte er den Sprung in die Klasse der „richtigen“ Romanautoren. Sein erster Roman  in diesem Format war The Brass Cupcake aus dem Jahre 1950.
Der bekannteste von MacDonalds Helden wurde Travis McGee, der seinen ersten Auftritt 1964 im Roman The Deep Blue Good-by  hatte. Im selben Jahr erhielt er für seinen Roman A Key to the Suite den renommierten Grand prix de littérature policière. Das letzte Mal ließ MacDonald McGee 1985 ermitteln, in The Lonely Silver Rain. Jeder der 21 McGee-Romane hat eine Farbe im Titel. Als Begleitfigur wird McGee von seinem Sidekick „Meyer“ unterstützt, einem Ökonomen im Ruhestand. McGee lebt auf seinem Hausboot Busted Flush, das er im Pokern gewonnen hat (daher der Name) und das an der Anlegestelle F-18 im Jachthafen „Bahia Mar Marina“ in Fort Lauderdale vor Anker liegt.
MacDonalds Bewunderer, unter ihnen Stephen King und Lee Child, betonen, dass seine Romane neben der intelligenten, schlüssigen und spannungsreichen Handlung auch einen exakten Einblick in die Gesellschaft Floridas im jeweiligen Zeitkontext bieten.
Neben den McGee-Romanen hatte John MacDonald auch mit seinem Roman The Executioners (1957) großen Erfolg. 1962 wurde die Geschichte unter dem Titel Ein Köder für die Bestie (Cape Fear) verfilmt, eine Neuverfilmung entstand 1991 unter der Regie von Martin Scorsese als Kap der Angst (Cape Fear).

## Auszeichnungen
- 1964 Grand prix de littérature policière für La Tête sur le billot (Original: A key to the suite)
- 1972 Grand Master Award der Mystery Writers of America

## Bibliografie

### Travis-McGee-Reihe
- The Deep Blue Good-by (1964)
  - Abschied in Dunkelblau. Übersetzt von Joachim Dörr. Rotbuch-Verlag, Hamburg 1999, ISBN 3-434-54015-6 (früherer Titel: Tausend blaue Tränen, 1966).
- Nightmare in Pink. 1964.
  - Alptraum in Pink. Übersetzt von Joachim Dörr. Rotbuch-Verlag, Hamburg 2000, ISBN 3-434-54016-4 (früherer Titel: Alptraum in Rosarot, 1967).
- A Purple Place for Dying (1964)
  - Tod in der Sonne. Übersetzt von Werner Gronwald. Heyne, München 1975, ISBN 3-453-10221-5.
- The Quick Red Fox. 1964.
  - Leidenschaft in Rot.Übersetzt von Gerold Hens. Rotbuch-Verlag, Hamburg 2001, ISBN 3-434-54017-2 (früherer Titel: Rote Lady schwarz auf weiß, 1966 bzw. Erpresst! 1996).
- A Deadly Shade of Gold (1965)
  - Gold wirft blutige Schatten. Übersetzt von Henry Hartmann-Seymour Scherz, München 1997, ISBN 3-502-51615-4.
- Bright Orange for the Shroud. 1965.
  - Giftgrün für Vivian. 3. Auflage. Übersetzt von Hans Maeter. Heyne, München 1979, ISBN 3-453-10449-8.
- Darker than Amber. 1966.
  - Dunkler als Bernstein. Übersetzt von Werner Gronwald. Heyne, München 1967 DNB 457478721
- One Fearful Yellow Eye. 1966.
  - Die gelben Augen. Übersetzt von Werner Gronwald. Heyne, München 1967 DNB 457478896
- Pale Gray for Guilt. 1968.
  - Grau auf weißer Weste. Übersetzt von Hans Gamber. München 1968, DNB 457478926
- The Girl in the Plain Brown Wrapper. 1968.
  - Das Mädchen im braunen Paket. Übersetzt von Günther Hehemann. Heyne, München 1987, ISBN 3-453-00888-X.
- Dress Her in Indigo. 1969.
  - Der Hippie im Indigo-Dress. Übersetzt von Christiane Nogly. Heyne, München 1970, DNB 457478802
- The Long Lavender Look. 1970.
  - Die Frau im Silbersarg. Übersetzt von Leni Sobez, München 1971, DNB 457478861
- A Tan and Sandy Silence (1971)
  - Das blutrote Schweigen. Übersetzt von Günther Hehemann. Heyne, München 1973, DNB 730203816
- The Scarlet Ruse. 1972.
  - Der Trick ist schmutziggrau. Übersetzt von Willy Thaler. Heyne, München 1974, ISBN 3-453-10196-0.
- The Turquoise Lament. 1973.
  - Mord in Türkis. Übersetzt von Willy Thaler. Heyne, München 1974, ISBN 3-453-10216-9.
- The Dreadful Lemon Sky. 1974.
  - Der Tod wirft gelbe Schatten. Übersetzt von Brigitte Straub. Heyne, München 1978, ISBN 978-3-453-00852-6
- The Empty Copper Sea. 1978.
  - Der dunkelschwarze Betrug. Übersetzt von Leni Sobez. Heyne, München 1980, ISBN 3-453-10465-X.
- The Green Ripper. 1979.
  - Der grüne Tod. Übersetzt von Sepp Leeb. Heyne, München 1980, ISBN 3-453-10493-5.
- Free Fall in Crimson. 1981.
  - Mord in Karmesinrot. Übersetzt von Peter Rothammer. Heyne, München 1982, ISBN 3-453-10601-6.
- Cinnamon Skin. 1982.
  - Zimtbraune Haut. Übersetzt von Peter Rothammer. Heyne, München 1983, ISBN 3-453-10655-5.
- The Lonely Silver Rain. 1984.
  - Gefangen im Silberregen. Übersetzt von Michael Kubiak. Heyne, München 1986, ISBN 3-453-10766-7.

### Einzelromane
- The Brass Cupcake. 1950.
  - Die leuchtenden Finger. Übersetzt von Elisabeth Simon. Heyne, München 1969, DNB 457478667. (Auch: Düstere Leidenschaften. Übersetzt von Walter Schulz-Brown.  1954, DNB 770163017.)
- Murder for the Bride. 1951.
- Judge Me Not. 1951.
- Weep for Me. 1951.
- Wine of the Dreamers. 1951. (auch: Planet of the Dreamers.)
  - Planet der Träumer. Übersetzt von Jesco von Puttkamer. Pabel (Utopia-Großband #39), 1956, DNB 455196036. Auch: Moewig (Terra Extra #39), 1964 DNB 455022240. Weitere Übersetzung von Wulf H. Bergner. Heyne SF&F #3166, 1969, DNB 457478969.
- The Damned. 1952.
- Dead Low Tide. 1953.
- The Neon Jungle. 1953.
- Cancel All Our Vows. 1953.
- All These Condemned. 1954.
- Area of Suspicion. 1954.
  - Netz des Argwohns. Übersetzt von Michael Becker. Heyne, München 1994, ISBN 3-453-07197-2.
- Contrary Pleasure. 1954.
- A Bullet for Cinderella. 1955. (Auch: On the Make.)
  - Einmal Hölle und zurück. Übersetzt von Werner Gronwald. Heyne, München 1966, DNB 457478683.
- Cry Hard, Cry Fast. 1956.
- April Evil. 1956.
  - Böser April. Übersetzt von Günther Hehemann. Heyne, München 1960, DNB 453127053.
- Border Town Girl. 1956. (Auch: Five Star Fugitive)
- Murder in the Wind. 1956. (Auch: Hurricane)
  - Das Haus der Dreizehn. Übersetzt von Beate von Schwarze. Heyne, München 1964, DNB 453127126.
- You Live Once. 1956. (Auch als You Kill Me.)
  - Du lebst nur einmal. Übersetzt von Uschi Gnade. Heyne, München 1990, ISBN 3-453-03682-4.
- Death Trap. 1957.
  - Zehn Tage und eine Nacht. Übersetzt von Susi-Maria Roediger. Heyne, München 1969, DNB 457478764.
- The Price of Murder. 1957.
  - Lästige Zeugen. Übersetzt von Robby Remmers. Heyne, München 1980, DNB 457478934.
- The Empty Trap. 1957.
  - Eine Stunde für den Mörder. Übersetzt von Werner Kortwich. Heyne, München 1974, DNB 453127169.
- A Man of Affairs. 1957.
- The Deceivers. 1958.
- Clemmie. 1958.
- The Executioners. 1958. (Auch: Cape Fear.)
  - Kap der Angst. Übersetzt von Charlotte Richter. Heyne, München 1992, ISBN 3-453-05550-0. (Auch: Ein Köder für die Bestie. Ullstein Taschenbücher #814, Frankfurt/M. 1960, DNB 453127118).
- Soft Touch. 1958.
  - Wie ein Tiger in der Nacht. Übersetzt von Gisela Stege. Heyne, München 1964, DNB 453127150
- Deadly Welcome. 1959.
  - Tödlich willkommen! Übersetzt von Uschi Gnade. Heyne, München 1991, ISBN 3-453-04584-X.
- The Beach Girls. 1959.
- Please Write for Details. 1959.
- The Crossroads. 1959.
  - Die mexikanische Heirat. Übersetzt von Tony Westermayr. Goldmann, München 1981, ISBN 3-442-05420-6.
- Slam the Big Door. 1960.
  - Der letzte Ausweg. Übersetzt von Walter Ahlers. Heyne, München 1988, ISBN 3-453-02511-3.
- The Only Girl in the Game. 1960.
  - Paradies der Betrogenen. Heyne, München 1967.
- The End of the Night. 1960.
  - Viermal flackerte das Licht. Übersetzt von Günther Hehemann. Heyne, München 1970.
- Where is Janice Gantry? 1961.
  - Bungalow der bösen Träume. Übersetzt von Fritz Moeglich. Heyne, München 1965.
- One Monday We Killed Them All. 1961.
  - Am Montag kam der Tod. Übersetzt von Jutta von Sonnenberg. Heyne, München 1982, ISBN 3-453-10576-1 (EA München 1973).
- Ballroom of the Skies. 1952.
  - Herrscher der Galaxis. Heyne SF&F #3092, 1967.
- The Girl, The Gold Watch and Everything. 1962.
  - Das Mädchen, die goldene Uhr und der ganze Rest. Übersetzt von Brigitte Gruss. Heyne, München 1993, ISBN 3-453-06604-9. (Auch: Flucht in die rote Welt. 1970.)
- A Key to the Suite. 1962.
- A Flash of Green. 1962.
- I Could Go On Singing. 1963, (Romanfassung)
- On the Run. 1963.
  - Vogelfrei. Übersetzt von Uschi Gnade. Heyne, München 1989, ISBN 3-453-03279-9.
- The Drowner. 1963.
  - Madonna der sieben Sünden. Heyne, München 1966.
- The Last One Left. 1966.
- Condominium. 1977.
- One More Sunday. 1984.
  - An einem Sonntag. Heyne, München 1988, ISBN 3-453-00255-5.
- Barrier Island. 1986.
  - Inselhaie. Heyne, München 1991, ISBN 3-453-04952-7 (EA München 1987).

### Sammlungen
- End of the Tiger and Other Stories. 1966.
- S*E*V*E*N (1971)
- Other Times, Other Worlds (1978)
- The Good Old Stuff. 1982.
  - Geld oder Leben. Kriminalstories. Heyne, München 1987, ISBN 3-453-10795-0.
- Two. 1983.
- More Good Old Stuff. 1984.
  - Hochspannung. Die besten Kriminalstories. Heyne, München 1990, ISBN 3-453-04050-3.
- The Annex and Other Stories. 1987.

### Kurzgeschichten und Erzählungen
- The Sign of the Cross (Breezy Stories, Oktober 1945, vol. 55, # 8)
- Conversation on Deck (The American Courier, Januar 1946)
- The Game (The American Courier, Februar 1946)
- Cash on the Coffin! (Detective Tales, Mai 1946)
- Tiger (Doc Savage [NY: Street & Smith Publications], 1946, vol. 28, # 4, als Peter Reed)
- A Handful of Death (Doc Savage, Juni 1946, als Peter Reed)
- Blame Those Who Die (Short Stories, 25. Juni 1946)
- Bury the Pieces! (Dime Mystery, Juli 1946)
- The Flying Elephants (Short Stories, 10. Juli 1946)
- Interlude in India (Story Magazine, July–August 1946)
- The Dry Mouth of Danger (Doc Savage, August 1946)
- The Dead Dream (The Shadow, September 1946)
- Justice in the Sun (Doc Savage, Oktober 1946)
- Female of the Species (Dime Detective, Oktober 1946)
- Get Dressed for Death (Mammoth Mystery, Oktober 1946)
- The Little People (Doc Savage, November 1946)
- The Scarred Hand (Doc Savage, November 1946, als John Wade Farrell; auch als I Accuse Myself in More Good Old Stuff, 1984)
- The Startled Face of Death (Doc Savage, November 1946, als Scott O’Hara)
- The Whispering Knives (The Shadow, November 1946)
- Coward in the Game (Short Stories, 25. November 1946)
- Private War (Doc Savage, Dezember 1946)
- You Got to Have a Good Lip (Esquire, Dezember 1946)
- Redheads Won't Wait (The Shadow, Dezember 1946, als Peter Reed)
- I Ain’t so Dumb (The Shadow, Dezember 1946, als Robert Henry)
- A Bat in the Hall (The Shadow, Dezember 1946)
- Muddy Gun (Best Stories, Januar 1947)
- The Hands of an Artist (The Shadow, Januar 1947)
- The Fixed Smile of Death (The Shadow, Januar 1947, als Robert Henry)
- The Bright Flash of Vengeance (The Shadow, Januar 1947, als Peter Reed)
- Eight Dozen Agents (Doc Savage, Januar 1947)
- Hole in None (Liberty, 4. Januar 1947)
- Dead to the World (Dime Detective, Februar 1947, auch als No Business for an Amateur)
- Bonded in Death (Doc Savage, Februar 1947, als Harry Rieser)
- The Deadly Game of Darts (Doc Savage, Februar 1947)
- The Anonymous Letter (The Shadow, February–März 1947)
- Backlash (The Shadow, February–März 1947, als Peter Reed)
- Nor Iron Bars (Doc Savage, March–April 1947)
- You’ve Got to Be Cold (The Shadow, April–Mai 1947; auch als The Night Is Over in More Good Old Stuff, 1984)
- The Notched Ears (Best Stories, Mai 1947)
- The Pay-Off (Cosmopolitan, Mai 1947)
- Suicidal Journey (Dime Detective, Juni 1947)
- Crooked Circle (Fight Stories (?), nach Juni 1947)
- The Pendans Box (Bluebook, Juli 1947)
- They Let Me Live (Doc Savage, July–August 1947; auch in Good Old Stuff, 1982)
- To Cut the Cards (Doc Savage, July–August 1947, als Peter Reed)
- North on the Parkway (Esquire, August 1947)
- Never Marry Murder (The Shadow, August–September 1947, als Peter Reed)
- Manhattan Horse Opera (Black Mask, September 1947, auch als Heads I Win, Tails You Lose, Ellery Queen’s Mystery Magazine, vol. 21, # 115, Juni 1953)
- Design for Dying (Dime Detective, September 1947)
- The Chinese Pit (Doc Savage, September–Oktober 1947)
- Oh, Give Me a Hearse! (Dime Detective, Oktober 1947; auch als A Place to Live in More Good Old Stuff, 1984)
- Begin Again (Liberty, November 1947)
- My Mission Is Murder (Dime Detective, November 1947; auch als Death for Sale in More Good Old Stuff, 1984)
- Or the World Will Die (Doc Savage, November–Dezember 1947)
- Second Visitor (Doc Savage, November–Dezember 1947, als Peter Reed)
- Worse Than Murder (Doc Savage, November–Dezember 1947, als Henry Rieser)
- That Old Grey Train (Super Sports, November? 1947)
- What About Alice? (The Sign, Dezember 1947)
- Big John Fights Again (Super Sports, Dezember 1947)
- Punch Your Way Home (Sports Fiction, Dezember 1947?)
- Murder in Mind (Mystery Book Magazine, Winter 1947, vol. 6, # 2; auch in The Good Old Stuff, 1982)
- Even Up the Odds (Street & Smith’s Detective Story Magazine, Januar 1948)
- Come Die with Me! (New Detective, Januar 1948)
- Cosmetics (Astounding Science Fiction, Februar 1948)
- The Pastel Production Line (Bluebook, Februar 1948)
- Pickup (Cosmopolitan, Februar 1948)
- High Walls of Hate (Dime Detective, Februar 1948; auch als The High Gray Walls of Hate in More Good Old Stuff, 1984)
- With Soul So Dead (Dime Detective, März 1948)
- One Vote for Murder (New Detective, März 1948)
- Her Black Wings (Shock, März 1948)
- High Dive to Oblivion (Dime Detective, April 1948)
- The Corpse Rides at Dawn (Ten-Story Western, April 1948; auch in Western of the 40s: Classics from the Great Pulps (Hrsg.): Damon Knight, 1977)
- With Malise toward all! (Detective Tales [Toronto: Popular Publications, Inc.] 1948, vol. 40, # 4, als John Lane)
- The Spiralled Myth (Spectator Club, April 1948)
- The Mechanical Answer (Astounding Science Fiction, Mai 1948)
  - Deutsch: Vollautomatisch. Übers. von Helga Fischer. In: Bert Koeppen (Hrsg.): Utopia Science Fiction Magazin, #25, 1959; auch: Mechanische Lösung. Übers. von Werner Baumann. In: Walter Spiegl (Hrsg.): Science-Fiction-Stories 34, Ullstein Science Fiction & Fantasy #3029, 1974, ISBN 3-548-03029-7.
- Death Sleeps Here! (New Detective, Mai 1948)
- Blood of the Vixen (Shock, Mai 1948)
- Satan’s Angel (Shock, Mai 1948, als Scott O’Hara)
- The Cold Trail of Death (Doc Savage, May–Juni 1948)
- The Tin Suitcase (Doc Savage, May–Juni 1948, als Peter Reed; auch als She Cannot Die in The Good Old Stuff, 1982)
- Homicidal Hiccup (Detective Tales, Juni 1948, auch in Alfred Hitchcock Presents: The Master’s Choice Random House, 1979)
- Call Your Murder Signals! (Dime Detective, Juni 1948)
- Venomous Lady (Shock, Juli 1948)
- Sepulchre of the Living (Shock, Juli 1948, als Scott O’Hara)
- So Sorry (Sports Fiction, Juli 1948)
- Cavaliers Make Good Corpses (Dime Detective, August 1948)
- Loser Take All (Sports Novels, August 1948)
- Fatal Accident (The Shadow, Herbst 1948, auch als Never Quite Tough Enough, Ellery Queen’s Mystery Magazine [Holyoke, MA: Davis Publications, Inc.] 1966, vol. 47, # 4)
- The Case of the Carved Model (Black Mask, September 1948)
- Nicky and the Tin Finger (Bluebook, September 1948)
- Red-Headed Bait (Detective Tales, September 1948)
- Scene of the Crime (Detective Tales, September 1948, als Scott O’Hara)
- Just a Kill in the Dark (New Detective, September 1948)
- Trial by Fury (New Detective, September 1948, als Scott O’Hara)
- Tune in on Station Homicide (New Detective, September 1948, als Peter Reed; auch als A Time for Dying In The Good Old Stuff, 1982)
- Dance of a New World (Astounding Science Fiction, September 1948)
  - Deutsch: Ferne Saat. Übers. von Helmuth W. Mommers oder Hubert Straßl. In: Martin Greenberg (Hrsg.): 8 Science Fiction-Stories, Heyne-Anthologien #8, 1964
- Runaway Cleats (Sports Novels, September 1948)
- Thunder King (Sports Novels, September 1948, als Scott O’Hara)
- Shenadun (Startling Stories, September 1948)
- Deep Death (Doc Savage, September–Oktober 1948)
- My Husband Dies Slowly (Dime Detective, Oktober 1948)
- They Never Quit (Sports Fiction, Oktober 1948)
- Death Is the Answer (Thrilling Detective, Oktober 1948)
- That Mess Last Year (Thrilling Wonder Stories, Oktober 1948)
- School for the Stars (Astounding Science Fiction, Oktober 1948)
- Blonde Bait for the Murder Master (Crack Detective Stories, November 1948)
- The Gentle Killer (All Sports, November 1948)
- Glory Blaster (Sports Novels, November 1948)
- Ring Around the Redhead (Startling Stories, November 1948)
- No Grave Has My Love (Dime Detective, Dezember 1948)
- Buzz-Saw Belter (New Sports, Dezember 1948)
- A Child Is Crying (Thrilling Wonder Stories, Dezember 1948)
- Successful Season (?, 1948–?)
- When You Got a Pigeon (The Shadow, Dezember 1948–Januar 1949)
- Hot-Seat on the Aisle (Detective Tales, Januar 1949)
- Damsels of the Deep (Dime Detective, Januar 1949)
- Take the Bum Out! (Fifteen Sports Stories, Januar 1949)
- Three’s a Shroud (New Detective, Januar 1949; auch in Saint Detective Magazine [NY: King-Size Publications, Inc.] 1956, vol. 5, # 2; auch als Verdict in More Good Old Stuff, 1984)
- Flaw (Startling Stories, Januar 1949; auch als Fatal Flaw Redbook, 1985, vol. 165, # 6)
- The Great Stone Death (Weird Tales, Januar 1949)
- Blackmail Breeds Bullets (All-Story Detective, Februar 1949)
- Killer’s Nest (Detective Tales, Februar 1949; auch als Neighborly Interest in More Good Old Stuff, 1984)
- A Coffin a Day (FBI Detective, Februar 1949)
- Fight, Scrub, Fight! (New Sports, Februar 1949)
- Killing All Men! (Black Mask, März 1949; auch als Deadly Damsel in More Good Old Stuff, 1984)
- Kiss the Corpse Goodbye (Black Mask, März 1949, als Scott O’Hara)
- I’ll Drown You in My Dreams (Dime Detective, März 1949)
- Danger – Death Ahead! (New Detective, März 1949)
- Last Chance Cleats (Sports Novels, März 1949)
- A Corpse in His Dreams (Mystery Book, Frühjahr 1949; auch in More Good Old Stuff, 1984)
- The Widow Wouldn’t Weep (All-Story Detective, April 1949)
- His Own Funeral (Detective Tales, April 1949, als John Lane)
- The Corpse Belongs to Daddy (Dime Detective, April 1949)
- Loot for the Unlucky Lady (FBI Detective, April 1949)
- Death Quotient (Super Science Stories, April 1949)
- All Our Yesterdays (Super Science Stories, April 1949, als John Wade Farrell)
- Delusion Drive (Super Science Stories, April 1949, als Peter Reed)
- Murder in One Syllable (Black Mask, Mai 1949)
- You’ll Never Escape (Dime Detective, Mai 1949; auch als State Police Report That… in More Good Old Stuff, 1984)
- Get Out of Town (New Detective, Mai 1949)
- Immortality (Startling Stories, Mai 1949)
- Somebody Has to Do the Job (Toronto Star Weekly, 14. Mai 1949)
- But Not to Dream (Weird Tales, Mai 1949)
- You Remember Jeanie (Crack Detective Stories, Mai 1949; auch in More Good Old Stuff, 1984)
- Three Strikes – You’re Dead! (All-Story Detective, Juni 1949)
- Too Many Sinners (Dime Detective, Juni 1949)
- Make Mine Murder! (FBI Detective, Juni 1949)
- Like a Keepsake (Thrilling Wonder Stories, Juni 1949)
- Death Is a Lap Ahead (Adventure, Juli 1949)
- Tank-Town Matador (Argosy, Juli 1949)
- Heritage of Hate (Black Mask, Juli 1949, auch als Triple Cross, Ellery Queen’s Mystery Magazine #125, April, 1954; auch als Secret Stain in More Good Old Stuff, 1984)
- Swing-Time Sucker (Detective Tales, Juli 1949)
- A Corpse-Maker Goes Courting (Dime Detective, Juli 1949; auch als Unmarried Widow in More Good Old Stuff, 1984)
- The Glory Punch (Fifteen Sports Stories, Juli 1949)
- Bye, Bye, Backfield (Fifteen Sports Stories, Juli 1949, als John Wade Farrell)
- The Thunder Road (Fifteen Sports Stories, Juli 1949, als Peter Reed)
- Blue Water Fury (Fifteen Sports Stories, Juli 1949, als Scott O’Hara; auch als The Big Blue in End of the Tiger and Other Stories, 1966; auch in The Hilton Bedside Book, Vol. 7, Chicago, 1968)
- The Cold, Cold Ground (New Detective, Juli 1949)
- The Hunted (Super Science Stories, Juli 1949)
  - Deutsch: Jagdbares Wild. Übers. von Walter Spiegl. In: Walter Spiegl (Hrsg.): Science-Fiction-Stories 8, Ullstein Science Fiction & Fantasy #2845, 1971, ISBN 3-548-02845-4.
- Bedside Murder (Mystery Book Magazine, Sommer 1949, vol. 8, #3)
- Trojan Horse Laugh (Astounding Science Fiction, August 1949)
  - Deutsch: Eskalation der Freude. Übers. von Udo H. Schwager. In: Walter Spiegl (Hrsg.): Science-Fiction-Stories 11, Ullstein Science Fiction & Fantasy #2873, 1971, ISBN 3-548-02873-X.
- Looie Follows Me (Collier's, 27. August 1949)
- What Makes Sammy Laugh? (Detective Tales, August 1949)
- Amphiskios (Thrilling Wonder Stories, August 1949)
- Poor Little Rich Corpse (Detective Tales, September 1949)
- Murder Run-Around (Dime Detective, September 1949)
- Mad About Murder (Dime Detective, September 1949, als Scott O’Hara)
- Six Points to Remember (Fifteen Sports Stories, September 1949)
- Dead – As in Darling (New Detective, September 1949)
- A Condition of Beauty (Startling Stories, September 1949)
- Minion of Chaos (Super Science Stories, September 1949)
  - Deutsch: Auslese. Übers. von Heinz F. Kliem. In: Walter Spiegl (Hrsg.): Science-Fiction-Stories 9, Ullstein Science Fiction & Fantasy #2853, 1971, ISBN 3-548-02853-5.
- The Miniature (Super Science Stories, September 1949, als Peter Reed)
- Blue Stars for a Dead Lady (Detective Tales, Oktober 1949)
- Target for Tonight (Dime Detective, Oktober 1949)
- Last Rendezvous (Dime Mystery, Oktober 1949)
- Warrant for an Old Flame (FBI Detective, Oktober 1949)
- A Young Man of Promise (Argosy, November 1949)
- The Durable Corpse (Dime Detective, November 1949)
- Run the Man Down (Fifteen Sports Stories, November 1949)
- Hang the Man High! (Fifteen Western Tales, November 1949)
- Half Past Mayhem (New Detective, November 1949)
- Appointment for Tomorrow (Super Science Stories, November 1949)
- The Sleepers (Super Science Stories, November 1949, als John Wade Farrell)
- Love, Inc. (Today's Woman, November 1949)
- Case of the Burning Blonde (Detective Tales, Dezember 1949)
- Take a Powder, Galahad! (Dime Detective, Dezember 1949)
- Nine Coffins for Rocking H (Dime Western, Dezember 1949)
- Moonlit Sport (The American Magazine, Januar 1950)
- Swing and Slay (Dime Detective, Januar 1950)
- Stand Up and Slug! (Fifteen Sports Stories, Januar 1950)
- Stop, Look – and Die! (New Detective, Januar 1950)
- The First One (Startling Stories, Januar 1950)
- Spin, Devil! (Super Science Stories, Januar 1950, als John Wade Farrell)
- Spectator Sport (Thrilling Wonder Stories, Februar 1950)
- The Filly from Philly (Toronto Star Weekly, 25. Februar 1950)
- Man-Stalk (Argosy, März 1950)
- The Judas Chick (Detective Tales, März 1950, [vol. 44, # 4]; auch als A Trap for the Careless in The Good Old Stuff, 1982)
- A Corpse on Me! (Dime Detective, März 1950)
- Fall Guy (New Detective, März 1950)
- The Ultimate One (Super Science Stories, März 1950)
- The Sitting Duck (Detective Tales, April 1950)
- Blood on the Midway (Dime Detective, April 1950, als Scott O’Hara)
- Pigskin Patsy (Fifteen-Story Detective, April 1950)
- The Plunder Five (New Sports, April 1950)
- Journey for Seven (Thrilling Wonder Stories, April 1950)
- Portrait of a Murderess (Detective Book Magazine, Frühjahr 1950)
- Breathe No More, My Lovely (Detective Tales, Mai 1950; auch als Breathe No More in The Good Old Stuff, 1982)
- The Long, Red Night (Detective Tales, Mai 1950, als John Lane)
- Night Watch (Detective Tales, Mai 1950, als Scott O’Hara; auch als Check Out at Dawn in The Good Old Stuff, 1982)
- Yes, Sir, That’s My Slay-Babe! (Dime Detective, Mai 1950)
- Vanguard of the Lost (Fantastic Adventures, Mai 1950)
- Money Green (Fifteen Sports Stories, Mai 1950)
- This One Will Kill You (New Detective, Mai 1950; auch als Death Writes the Answer in The Good Old Stuff, 1982)
- Wine of the Dreamers (Startling Stories, Mai 1950, Magazinversion des Romans Wine of the Dreamers, 1951)
- By the Stars Forgot (Super Science Stories, Mai 1950)
- Gift of Darkness (Super Science Stories, Mai 1950, als Peter Reed)
- College-Cut Kill (Dime Detective, Juni 1950) (novelette)
- Sir Lancelot’s Crime Wave (Dime Detective, Juni 1950, als Scott O’Hara)
- Dead on the Pin (Mystery Book, Sommer 1950; auch in The Good Old Stuff, 1982)
- Jukebox Jungle (Black Mask, Juli 1950)
- Run, Sister, Run! (Detective Tales, Juli 1950)
- Dead Men Don’t Scare (Dime Detective, Juli 1950)
- Five Star Fugitive (Dime Detective, Juli 1950, als Scott O’Hara; auch als Border Town Girl in Border Town Girl, Popular Library, Juni 1956)
- Half-Past Eternity (Super Science Stories, Juli 1950)
- Escape to Fear (Super Science Stories, Juli 1950, als Peter Reed)
- Make One False Move (Argosy, August 1950)
- His Fatal Fling (Dime Detective, August 1950)
- The Lady Is a Corpse! (Detective Tales, September 1950; auch als From Some Hidden Grave in The Good Old Stuff, 1982)
- Exit Smiling (Dime Detective, September 1950)
- The Homesick Buick (Ellery Queen’s Mystery Magazine # 82, September 1950)
- Too Early to Tell (Adventure, Oktober 1950)
- Miranda (Fifteen Mystery Stories, Oktober 1950; auch in The Good Old Stuff, 1982)
- Shadow on the Sand (Thrilling Wonder Stories, Oktober 1950)
- The Paw of the Cat (Detective Tales, November 1950)
- Tri-Kill Cutie (Dime Detective, November 1950)
- For Murder – or Worse (New Detective, November 1950)
- Final Mission (Planet Stories, November 1950)
- The Big Contest (Worlds Beyond, Dezember 1950, auch als The Contest)
- I Love You (Occasionally) (This Week, 31. Dezember 1950)
- Death for the Asking (Detective Fiction, Januar 1951)
- Susceptibility (Galaxy Science Fiction, Januar 1951)
- Hand from the Void (Super Science Stories, Januar 1951)
- Destiny Deferred (Super Science Stories, Januar 1951, als John Wade Farrell)
- Over My Dead Body! (Detective Tales, Februar 1951)
- The Curse of the Star (Short Stories, Februar 1951)
- Get Thee Behind Me (Detective Fiction, März 1951)
- Case of Nerves (Detective Tales, März 1951)
- The Deadliest Game (Detective Tales, April 1951)
- Death Is My Comrade (New Detective, April 1951)
- Salute to Courage (Fifteen Sports Stories, April 1951)
- Violence Inherited (Detective Fiction, Mai 1951)
- Nothing Must Change (Redbook, Juni 1951)
- Escape to Chaos (Super Science Stories, Juni 1951)
  - Deutsch: Flucht ins Chaos. Übers. von Heinz Nagel. In: Brian W. Aldiss & Wolfgang Jeschke (Hrsg.): Titan 20. Heyne Science Fiction & Fantasy #3991, 1983, ISBN 3-453-30926-X.
- Cosmic Knot (Super Science Stories, Juni 1951, als Peter Reed)
- Path of Glory (Adventure, Juli 1951)
- Lay Me Down and Die (Detective Fiction, Juli 1951)
- Common Denominator (Galaxy Science Fiction, Juli 1951)
- Crime of Omission (Detective Tales, August 1951)
- Death Runs in the Family (Dime Detective, August 1951)
- Dateline – Death (New Detective, August 1951)
- Who Stopped That Clock? (This Week, 12. August 1951)
- The White Fruit of Banaldar (Startling Stories, September 1951)
- Big League Busher (Sport Magazine (?), after September 1951)
- Case of the Gorgeous Gams (Detective Tales, Oktober 1951)
- The Cloob from Glasgow (Fifteen Sports Stories, Oktober 1951)
- The Cardboard Star (The American Legion Magazine, Dezember 1951)
- The Girl Who Wanted Money (Dime Detective, Dezember 1951)
- The Man Who Died (Toronto Star Weekly, 15. Dezember 1951)
- Very Junior Miss (McCall's, Januar 1952)
- Mr. Killer (Today's Woman, Januar 1952)
- Hell’s Belter (Fifteen Sports Stories, Februar 1952)
- There Comes a Time (Redbook, Februar 1952)
- The Feather Wrench (Toronto Star Weekly, 2. Februar 1952)
- Betrayed (The American Magazine, März 1952, auch in Mike Shayne Mystery Magazine, 1964, vol. 15, # 2)
- All That Blood Money Can Buy (Detective Tales, April 1952; auch als Murder for Money in The Good Old Stuff, 1982)
- The Man from Limbo (Dime Detective, April oder März 1952)
- My Brother’s Widow (Collier's, 15. März 1952 – 12. April 1952, Magazinversion des Romans Area of Suspicion, 1954)
- Refund for Murder (Cosmopolitan, Mai 1952)
- Delivery Boy War (Bluebook, August 1952)
- Who’s the Blonde? (Collier's, 9. August 1952)
- Trap for a Tigress (Dime Detective, August 1952, vol. 67, # 3; auch als Noose for a Tigress in The Good Old Stuff, 1982)
- Hit and Run (Good Housekeeping, August 1952; vgl. Hit and Run in The Saturday Evening Post, 16. September 1961; auch in A Treasury of Modern Mysteries, 1973)
- The Clay Pigeon Shoots Back! (New Detective, August 1952)
- Elimination Race (Collier's, 13. September 1952)
- Game for Blondes (Galaxy Science Fiction, Oktober 1952)
- The Doll (Cosmopolitan, November 1952)
- Double Harness (Detective Story Magazine, November 1952)
- Identification (Author’s Guild Bulletin, nach November 1952)
- Incubation (in  Future Tense, N.Y.: Greenberg Publishers, Dezember 1952)
- He Knew a Broadway Star (This Week, 14. Dezember 1952)
- Dead on Christmas Street (Collier's, 20. Dezember 1952)
- A Good Judge of Men (Argosy, 1952?)
- A Day in the Sun (Bluebook, Februar 1953)
- Forever Yours (McCall's, Februar 1953)
- Death’s Eye View (New Detective, Februar 1953)
- What Are the Symptoms, Dear? (This Week, 22. Februar 1953)
- The Second Chance (Bluebook, März 1953)
- Dead Reckoning (Detective Story Magazine, März 1953)
- Suspicion Island (Cosmopolitan, Mai 1953)
- Labor Supply (Fantasy and Science Fiction, Mai 1953)
- A Matter of Life and Death (This Week, 14. Juni 1953)
- Finders Killers! (Detective Story Magazine, Juli 1953)
- He’s Not Talking to Me (?, Juli 1953)
- A Coffin in His Dreams (Triple Detective, Herbst 1953, vol. 9, #3)
- The Trouble with Erica (Cosmopolitan, September 1953)
- The Innocent Victims (Bluebook, November 1953)
- Night Fright (Cosmopolitan, November 1953)
- Six Golden Pennies (Cosmopolitan, Februar 1954)
- Flight of the Tiger (Collier’s, 5. März 1954 – 2. April 1954)
- She Tried to Make Her Man Behave (This Week, 7. März 1954)
- The Big Gun (Bluebook, Mai 1954 [Dayton, OH: Bluebook McCall Corp.] vol. 99, #1, 1954)
- The Man Who Almost Blew His Top (This Week, 30. Mai 1954)
- Built for Speed (Argosy, Juni 1954)
- First Offense (Cosmopolitan, August 1954)
- The Man Without a Home (This Week, 22. August 1954)
- I Always Get the Cuties (Ellery Queen’s Mystery Magazine, November 1954)
- The Killer (Manhunt, Januar 1955)
- There Hangs Death! (This Week, 20. Februar 1955; auch in Alfred Hitchcock Presents: Stories to be Read with the Door Locked, Random House, 1975)
- Tournament (Bluebook, April 1955)
- Deadly Victim (Cosmopolitan, April 1955, Magazinversion des Romans You Live Once, 1956)
- The Bear Trap (Cosmopolitan, Mai 1955)
- Virus H (Bluebook, Juni 1955)
- The Impulse (Cosmopolitan, Juni 1955)
- In a Small Motel (Justice, Juli 1955, vol. 1, # 2)
- Too Young to Marry (This Week, 25. September 1955)
- Long Shot (Argosy, Oktober 1955; auch in Two, 1983)
- Scared Money (Justice, Oktober 1955)
- Man on a High Ledge (Bluebook, November 1955)
- Neon Jungle  (Cavalier [Greenwich, CN: Fawcett Publications, Inc.] 1955, vol. 3, # 30)
- Jail Bait (Argosy, Januar 1956; auch in Two, 1983)
- April Evil (Cosmopolitan, Januar 1956, Magazinversion des Romans)
- The Unsuitable Girl (Collier's, 3. Februar 1956)
- The Magic Valentines (This Week, 5. Februar 1956; auch als The Fourteenth of February Februar 1953)
- Enough to Cure the Blues (Bluebook, März 1956)
- Don’t Get Carried Away (Toronto Star Weekly, 24. März 1956)
- The Fraud That Paid Off (This Week, 22. April 1956)
- Squealer (Manhunt, Mai 1956)
- The Men Women Marry (Collier's, Juni 1956)
- Linda (in  Border Town Girl, Popular Library, Juni 1956, auch in Climax [NY: MacFadden Publications, Inc.] 1959)
- Hangover (Cosmopolitan, Juli 1956)
- Hurricane (Redbook, August 1956, Magazinversion von Murder in the Wind, 1956; auch als Florida Keys in Hurricane Alley, Holiday, 1968, vol. 44, # 6)
- A Criminal Mind (Cosmopolitan, November 1956)
- Open Before Christmas (Woman’s Home Companion, Dezember 1956)
- Death of a Dealer (This Week, ? 1956)
- The End of Her Life (Cosmopolitan, Januar 1957, Magazinversion des Romans Death Trap, 1957)
- The Rabbit Gets a Gun (Manhunt, Januar 1957)
- The Bullets Lied (This Week, 6. Januar 1957)
- The Heat of Money (Cosmopolitan, April 1957, Magazinversion des Romans The Price of Murder, 1957)
- The Giant Who Came to Our House (This Week, 5. Mai 1957)
- A Romantic Courtesy (Cosmopolitan, Juli 1957)
- The Executioners (Ladies Home Journal, Oktober 1957 – November 1957, Magazinversion des Romans)
- College Man (Cosmopolitan, Februar 1958)
- Black Cat in the Snow (Manhunt, Februar 1958)
- Taint of the Tiger (Cosmopolitan, März 1958, Magazinversion des Romans The Soft Touch, 1958)
- The Faithless (Redbook, Mai 1958, Magazinversion des Romans The Deceivers, 1958)
- The Knife, the Chain, and the Schoolyard (Ladies Home Journal, Mai 1958)
- Man in a Trap (This Week, 15. Juni 1958) (EQMM, 1958?)
- The Fast Loose Money (Cosmopolitan, Juli 1958)
- Ultimate Surprise (Cosmopolitan, Januar 1959)
- Crossroads (Cosmopolitan, Juni 1959, Magazinversion des Romans)
- Honeymoon in the Off Season (Redbook, September 1959)
- That Strangest Month of All (Family Circle, Oktober 1959)
- The Tug of Evil (Cosmopolitan, Januar 1960, Magazinversion des Romans Slam the Big Door, 1960)
- The Trap of Solid Gold (Ladies Home Journal, April 1960)
- End of the Night (Cosmopolitan, Mai 1960, Magazinversion des Romans)
- Where Is Janice Gantry? (Cosmopolitan, Dezember 1960, Magazinversion des Romans von 1961)
- The Underwater Safari (Bluebook, 1960)
- Travel Light and Travel Far (Cosmopolitan, Januar 1961)
- Kitten on a Trampoline (The Saturday Evening Post, 8. April 1961)
- A Young Man’s Game (Argosy, Mai 1961)
- Saturday’s Child (McCall's, Mai 1961)
- Double, Double (Golf, Juni 1961)
- The Tempestuous Career of Molly Murdock (McCall’s, Juli 1961)
- Sing a Song of Terror (The Saturday Evening Post, 9. September 1961)
- Hit and Run (The Saturday Evening Post, 16. September 1961; auch in A Treasury of Modern Mysteries, 1973; vgl. Hit and Run in Good Housekeeping, August 1952)
- One Monday We Killed Them All (Cosmopolitan, November 1961, Magazinversion des Romans)
- An Island of Her Own (Redbook, Februar 1962)
- Where the Body Lies (Cosmopolitan, August 1962, Magazinversion des Romans On the Run, 1963)
- The Widow’s Estate (Good Housekeeping, Oktober 1962)
- The Drowner (Cosmopolitan, Januar 1963, Magazinversion des Romans)
- The Obvious Woman (The Saturday Evening Post, 30. März 1963)
- Funny the Way Things Work Out (Ellery Queen’s Mystery Magazine, April 1963)
- End of the Tiger (This Week, 20. Oktober 1963)
- The Straw Witch (This Week, 12. Januar 1964)
- Blurred View (This Week, 23. Februar 1964)
- The Loveliest Girl in the World (This Week, 15. März 1964)
- Wild, Wonderful Old Man (This Week, 29. März 1964)
- The Night Jamie Grew Up (This Week, 24. Mai 1964)
- A Touch of Miss Mint (This Week, 19. Juli 1964)
- A Matter of Trust (Redbook, August 1964)
- The White Lie (This Week, 2. August 1964)
- Eyewitness (Argosy, September 1964)
- Cop Probe (Argosy, Oktober 1964)
- The Legend of Joe Lee (Cosmopolitan, Oktober 1964)
- Everglades (Venture [Des Moines: Cowles Magazine and Broadcasting Co.] 1965, vol. 2, # 1)
- Bright Orange Shroud (Cosmopolitan, April 1965, Magazinversion von Travis McGee #6)
- Taste for Mischief (This Week, 20. Juni 1965)
- Child Wife (This Week, 29. August 1965)
- The Girl in the Yellow Suit (This Week, 19. Dezember 1965)
- Darker Than Amber (Cosmopolitan, April 1966, Magazinversion von Travis McGee #7)
- Funny Man (The Saturday Evening Post, 21. Mai 1966; auch als Afternoon of the Hero in End of the Tiger and Other Stories, 1966)
- The Quickest Way Home (This Week, 19. Juni 1966)
- Triangle (Cavalier, September 1966)
- One Fearful Yellow Eye (Cosmopolitan, November 1966, Magazinversion von Travis McGee #8)
- Quarrel (Playboy, Mai 1967)
- The Last One Left (Argosy, Juli 1967, Magazinversion des Romans)
- Little Doll and the Mousetrap (Rudder [Greenwich, CN: Fawcett Publications, Inc.] 1968, vol. 84, # 1)
- The Annex (Playboy, Mai 1968)
- The Reference Room (in With Malice Toward All, an Anthology of Mystery Stories by Members of the Mystery Writers of America, edited by Robert L. Fish [NY: G. P. Putnam’s Sons, 1968])
- Last Chance to Save the Everglades (Life, 1969, vol. 67, # 10)
- Dear Old Friend (Playboy, April 1970)
- Double Hannenframmis (Playboy, August 1970)
- Parody of Spillane (The JDM Bibliophile, August 1970)
- He Was Always a Nice Boy (Ellery Queen’s Mystery Magazine, März 1971)
- The Random Noise of Love (in  S*E*V*E*N, Fawcett Gold Medal, April 1971)
- The Willow Pool (in  S*E*V*E*N, Fawcett Gold Medal, April 1971)
- Woodchuck (in  S*E*V*E*N, Fawcett Gold Medal, April 1971)
- The Turquoise Lament (Cosmopolitan, März 1974, Magazinversion von Travis McGee #15)
- The Taste of Gravy (Playboy, Juni 1974)
- The Dreadful Lemon Sky (Cosmopolitan, September 1975, Magazinversion von Travis McGee #16)
- Finding Anne Farley (in Best Detective Stories of the Year, 1978, auch als Ring My Love with Diamonds)
- Wedding Present (Antæus, Frühjahr/Sommer 1977, #25/26)
- A Terminal Case (New York, 3. Oktober 1977)
- Condominium (Book Digest, November 1977, Magazinversion des Romans)
- Friend of the Family (September 1978)
- The Accomplice (in Who Done It? Boston: Houghton-Mifflin, Frühjahr 1980)
- J. R. Eats Humble Pie (Panorama, September 1980)
- The Lad Is Not for Burning (in Bred Any Good Rooks Lately? Doubleday 1986)

## Verfilmungen
- 1961: Die Menschenfalle (Man Trap)
- 1962: Ein Köder für die Bestie (Cape Fear)
- 1969: McGee, der Tiger (Darker than amber)
- 1984: Der Kampf um die grüne Lagune (A Flash of Green)
- 1991: Kap der Angst (Cape Fear)
- 1993: Das Geheimnis um Linda (Linda)